# Nachrichten-HJ

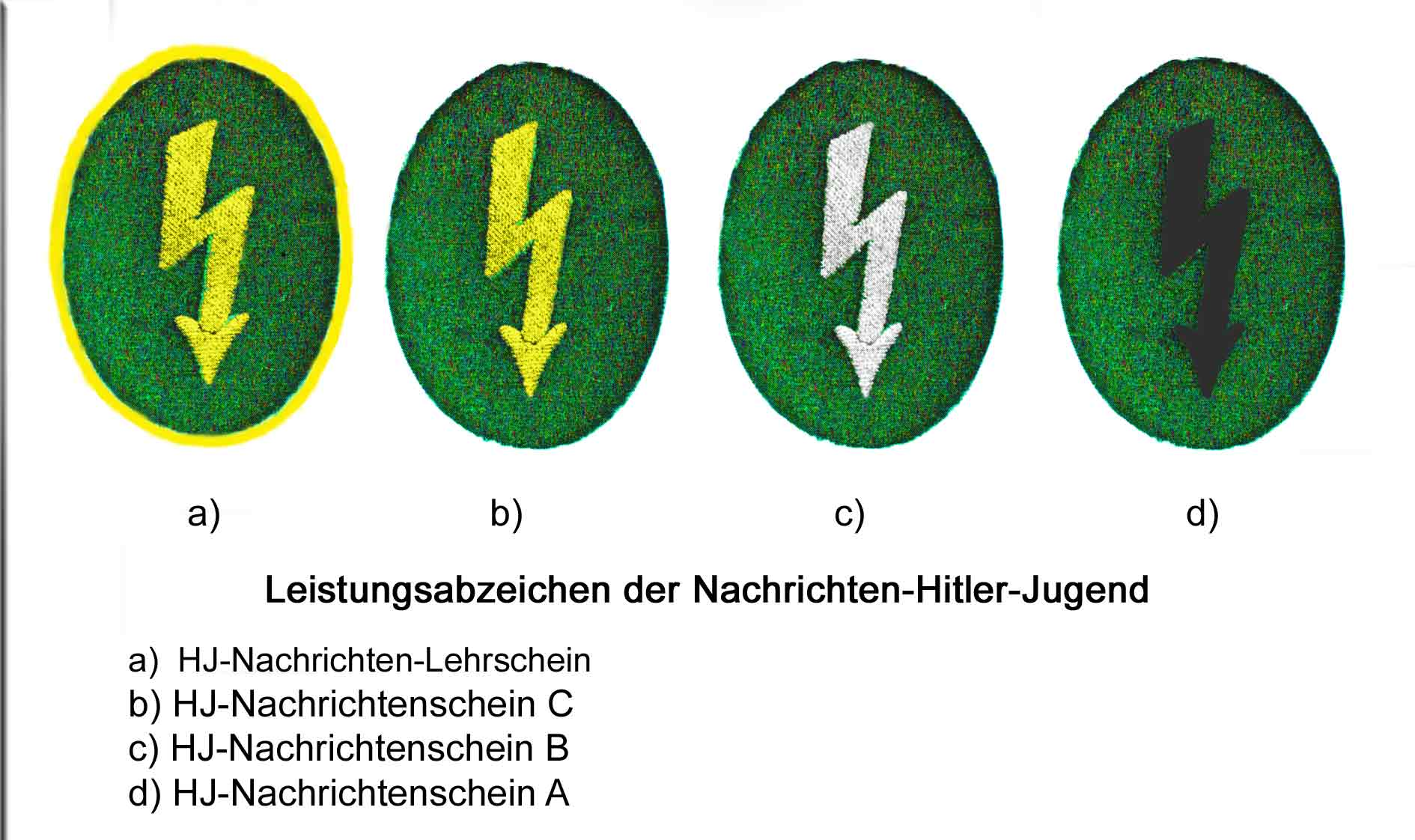
Armscheiben der Nachrichten-Hitler-Jugend

Die Nachrichten-HJ war eine Sondereinheit der Hitlerjugend. Sie diente dazu, technisch interessierte Jugendliche im nationalsozialistischen Sinne für einen späteren Dienst in den Nachrichten-Einheiten der Wehrmacht (Heer, Luftwaffe und Kriegsmarine) oder der Waffen-SS vorzubereiten. Im Jahre 1938 verfügte diese Sondereinheit im Gebiet des Deutschen Reiches über einen Mitgliederstand von ca. 29.000 Jugendlichen.
Jeder HJ-Bann verfügte über eigene Nachrichten-HJ-Einheiten – in größeren Orten HJ-Nachrichtengefolgschaften mit 60 bis 100 Mitgliedern, in kleineren Orten HJ-Nachrichtenscharen mit 20 bis 35 Mitgliedern. Die Mitglieder der Nachrichten-HJ erhielten eine technisch-wissenschaftliche Ausbildung auf dem Gebiet des Nachrichten-Verbindungswesens. Diese erfolgte im Rahmen des HJ-Dienstes und im Rahmen von Lehrgängen in Ausbildungslagern und bei Nachrichteneinheiten der Wehrmacht. 
Die Ausbildung erfolgte in drei Stufen. Die dritte Stufe bereitete die Hitler-Jungen der Nachrichten-HJ unmittelbar auf den Nachrichten-Verbindungsdienst bei Wehrmacht oder Waffen-SS vor. Sie wurde in der Regel kaserniert in zentralen Ausbildungsstätten der Wehrmacht durchgeführt, z. B. in der Reichsluftnachrichtenschule in Halle (Saale).
Während des Krieges war der Bedarf an ausgebildeten Nachrichtenleuten so stark angestiegen, dass aus der Qualifizierung von Hitler-Jungen, wie sie in der Nachrichten-HJ praktiziert worden war, nicht ausreichend Nachwuchs hervorging, um den Bedarf auch nur annähernd abzudecken und die Verluste an der Front aufzufüllen. Die Ausbildung wurde daher verkürzt und die Ausbildungsschwerpunkte auf Kernthemen für den Kriegseinsatz konzentriert.

## Bekleidung
Die Kleidung der Nachrichten-HJ entsprach der Dienstkleidung der übrigen HJ. Lediglich die schwarzen Schulterklappen und die Sommer-Dienstmütze trugen eine gelbe Paspelierung der Nachrichten-HJ und die Nummer des Bannes. Die gelbe Sonderformationsfarbe stützte sich auf die traditionell gelbe Waffenfarbe der Nachrichtentruppen des Heeres. Zusätzlich war die Stellung des Nachrichten-Hitler-Jungen an seiner Qualifikationsarmscheibe zu erkennen, soweit vorhanden.

## Auflösung
Die Nachrichten-Hitlerjugend wurde als Untergliederung der Hitler-Jugend nach Kriegsende durch das Kontrollratsgesetz Nr. 2 verboten und aufgelöst, ihr Vermögen beschlagnahmt.

## Einzelbelege
1. ↑  Michael Buddrus: Totale Erziehung für den totalen Krieg: Hitlerjugend und nationalsozialistische Jugendpolitik. Walter de Gruyter GmbH & Co KG, 2015, ISBN 978-3-11-096795-1 (google.de [abgerufen am 13. Oktober 2020]).